# 松浦茂
松浦 茂（まつうら しげる、1898年 - 没年不明）は、日本の撮影技師、編集技師である。サイレント映画の時代に牧野省三のもとで技師として育ち、牧野亡き後も、映画をつくりつづける子息たちに協力した。松浦 詩華留、松浦 しげるとも名乗った。

## 来歴・人物

### マキノの若手撮影技師
1898年（明治31年）に生まれる。
1919年（大正8年）、京都の日活関西撮影所へ入社、翌1920年（大正9年）には同社を退社し、滋賀県神崎郡八日市町沖野ヶ原（現在の東近江市沖野）に新設された「沖野ヶ原飛行場」に同年12月に誘致された、陸軍飛行戦隊の「航空第3大隊」の撮影課に入隊した。同飛行場は「八日市飛行場」と改まり、1922年（大正11年）1月11日には同隊の開隊式が挙行されている。同年、除隊し、ふたたび京都に戻り、等持院のマキノ映画製作所に入社した。撮影助手をつとめ、1923年（大正12年）秋に技師に昇進、沼田紅緑監督の『生首の薄化粧』で撮影技師としてデビュー、同作は同年12月21日に公開された。
1924年（大正13年）6月、同社は東亜キネマに吸収合併され、松浦はひきつづき「東亜キネマ等持院撮影所」に勤めたが、同年晩秋、桜庭喜八郎監督の『宿命の闇』、井上金太郎監督の『顔』の2作を東亜キネマの甲陽撮影所に出向いて撮ったあと、半年ほどブランクが空く。その後復帰した先は、牧野省三が1925年（大正14年）6月に東亜キネマから独立して設立したマキノ・プロダクション御室撮影所であった。御室でカメラを回した第1作は井上監督の『或る日の仇討』で、同作は同年8月28日に公開された。
1927年（昭和2年）には、山上伊太郎オリジナル脚本、二川文太郎監督、月形龍之介主演の『悪魔の星の下に』のカメラを回し、「松浦詩華留」名義でクレジットされる。1929年（昭和4年）7月25日、牧野省三が亡くなり、没後50日を迎えて、牧野の長男・マキノ正博体制となった新陣容が発表され、松浦は撮影部の筆頭に名を挙げられている。その後も、1930年（昭和5年）春に、監督部・撮影部総動員で撮影された『学生三代記』全3篇の撮影技師を、三木稔、大森伊八とともにつとめた。同社は同年末の賃金未払いとストライキが起き、翌1931年（昭和6年）には経営がさらに悪化し、4月には製作が完全にストップする。松浦は最後までマキノにつきあったが、同年3月末に撮った吉野二郎監督の『塩原多助』が、松浦がマキノでカメラを回した最後の作品となった。等持院時代を含めて、90本の作品を撮影した。

### カメラマンから編集技師へ
明けて1932年（昭和7年）の前半は、同じマキノ時代もよく組んでいた金森万象監督が設立した協立映画プロダクションで、金森の監督作品を3本手がけたが、同社は早々に解散した。つづいて、同年11月に御室撮影所に高村正次が設立した「宝塚キネマ」に入社した。早々に、同社設立第2作、久保為義改め久保文憲監督の『嘆きの結婚』の撮影を引き受けた。同社では14本を撮ったが、その半数以上が久保作品であった。同社は、1934年（昭和9年）1月14日、最後の3作を同時に封切って、翌月解散するのだが、そのうちの1作が久保の監督作『霧の地下道』であり、これが松浦のカメラマンとしての最後の作品でもあった。松浦の撮影作品は、すべてサイレント映画であった。
時代はすでにトーキーである。日活京都撮影所長だった池永浩久がJ.O.スタヂオ内に設立した太秦発声映画に入社した松浦は、編集部に転向し、1935年（昭和10年）、かつてマキノで脚本を書いていた志波西果の監督作『地雷火組』に、編集技師としてクレジットされる。監督の金森も、当時J.O.スタヂオにいたが、監督業を廃業し、事務職となって同じ敷地内に勤務していた。当時の編集技師の記録が乏しく、わからないことが多いが、太秦発声がその翌1936年（昭和11年）をもって製作を中止し、1937年（昭和12年）J.O.スタヂオが東宝映画となったあとも、1940年（昭和15年）に公開された斎藤寅次郎監督の『ハモニカ小僧』の編集をした記録が残っている。その後の消息は不明である。

## 関連事項
- マキノ映画製作所 - マキノ・プロダクション （牧野省三）
- 協立映画プロダクション （金森万象）
- 宝塚キネマ （高村正次）
- 太秦発声映画 （池永浩久）
- J.O.スタヂオ - 東宝映画京都撮影所 （大沢善夫）

## 註
1. 1 2 3  立命館大学衣笠キャンパスの「マキノ・プロジェクト」サイト内の「管家紅葉氏談話」の記述を参照。なお「野ヶ原飛行隊撮影課に奉職」とあるが、沖野ヶ原飛行場の航空第3大隊の誤りと思われる。
2. ↑  立命館大学衣笠キャンパスの「マキノ・プロジェクト」サイト内の「1929年 マキノ・プロダクション御室撮影所 所員録」の記述を参照。